# フィリップ・デームス
フィリップ・デームス（Filip Daems, 1978年10月31日 - ）は、ベルギーの元サッカー選手。

## 経歴
ベルギー・ジュピラーリーグで活躍し、2005年1月にボルシアMGに移籍。2007年10月、ダービーである1.FCケルン戦でブンデスリーガ初得点を挙げた。PK職人であり、2012年11月現在まで10数本のPKを蹴り100%の成功率を誇っている。